# Tekstylia
Tekstylia (ang. textile) – we włókiennictwie ogół wyrobów (tkanin, dzianin itp.) otrzymywanych z przerobionych na przędzę surowców włókienniczych roślinnych, zwierzęcych lub chemicznych.